# Mark Oliver Everett
Pour les articles homonymes, voir Everett.
 (août 2024).
Si vous disposez d'ouvrages ou d'articles de référence ou si vous connaissez des sites web de qualité traitant du thème abordé ici, merci de compléter l'article en donnant les références utiles à sa vérifiabilité et en les liant à la section « Notes et références ».
Mark Oliver Everett, également connu sous les pseudonymes E ou Mr.E, est un auteur-compositeur-interprète et musicien américain, né le 10 avril 1963 en Virginie. Il est le leader du groupe Eels.

## Biographie
Il fait paraître deux albums solo en 1992 et 1993 sous le nom E, avant de créer le groupe Eels en 1996.
Everett est l'élément central de Eels, dont il assume le plein contrôle, les musiciens de Eels variant d'une tournée à l'autre. Le rock de Eels et, précédemment, de E, est extrêmement intimiste, Everett y abordant souvent des sujets très personnels, dont la famille. Le décès de son père, le physicien Hugh Everett, en 1982 a semblé marquer son écriture, tout comme le suicide de sa sœur et la maladie qui emporta sa mère. 
On soupçonne Mark Oliver Everett de se cacher sous le personnage de MC Honky, un MC ayant fait paraître un premier album en 2002, puis ayant assuré les premières parties de Eels durant l'année suivante. MC Honky (ou un individu prétendant être cette personne) se présentait sur scène sous un déguisement. Everett avait évoqué une dispute, sans doute créée de toutes pièces, entre lui et Honky, conclue par une réconciliation en fin de tournée.

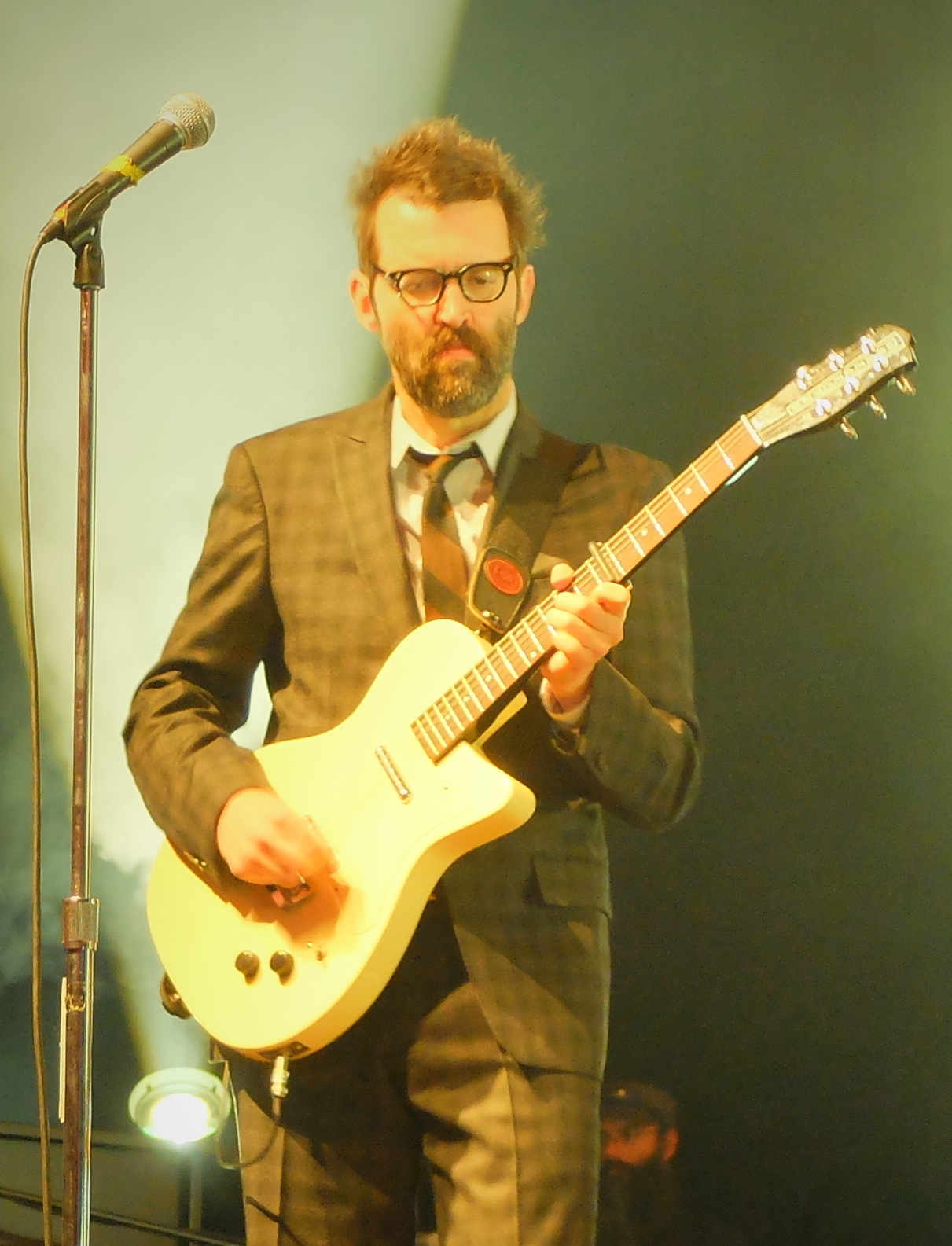
M. O. Everett à San Francisco, Palace of Fine Arts, 2014, photo Eric Willis

## Discographie

### Discographie solo
- Bad Dude In Love Mark Everett Solo - Bad Dude In Love[pas clair]
- A Man Called E (1992)
- Broken Toy Shop (1993)

### Avec Eels
- Beautiful Freak (1996, Dreamworks)
- Electro-Shock Blues (1998, Dreamworks)
- Daisies Of The Galaxy (2000, Dreamworks)
- Souljacker (2001, Dreamworks)
- Shootenanny! (2003, Dreamworks)
- Blinking Lights and Other Revelations (2005, Vagrant Records)
- Hombre Lobo: 12 Songs of Desire (2009, Vagrant Records)
- End Times (2010, Vagrant Records)
- Tomorrow Morning (2010, Vagrant Records)
- Wonderful, Glorious (2013, Vagrant Records)
- The Cautionary Tales of Mark Oliver Everett (2014)
- The Deconstruction (2018)
- Earth to Dora (2020)
- Extreme Witchcraft (2022)

## Publication
- Mark Oliver Everett (trad. de l'anglais par Clémentine Goldszal), Tais-toi ou meurs [« Things the grandchildren should know »], 13e note éditions, 2011 mai 18 (1re éd. 2009), 222 p. (ISBN 978-8493759568)